# François Achille Longet
François Achille Longet (25 de mayo de 1811 – 20 de abril de 1871) fue un anatomista y fisiólogo francés, nativo de Saint-Germain-en-Laye, Yvelines.
Fue un alumno de François Magendie (1783-1855), y un pionero en el campo de la fisiología experimental. En 1853 obtuvo la cátedra de fisiología de la Faculté de Médecine en París. Uno de sus más conocido de los estudiantes fue el fisiólogo alemán Moritz Schiff (1823-1896).
Longet es recordado por una extensa investigación del sistema nervioso autónomo, y experimentos fisiológicos de la parte anterior y posterior de las columnas de la médula espinal en lo que respecta a las funcionalidades sensoriales y motoras. También, se le acredita con la prestación de una detallada descripción completa de los nervios de la inervación de la laringe. Con Jean Pierre Flourens (1794-1867), realizó experimentos pioneros sobre los efectos del éter y cloroformo en el sistema nervioso central en animales de laboratorio.

## Escritos seleccionados
En 1843, con Jacques-Joseph Moreau (1804-1884), Jules Baillarger (1809-1890) y Laurent Alexis Philibert Cerise (1807-1869), fundó la Annales médico-psychologiques, una revista de psiquiatría que se encuentra todavía en publicación. Los siguientes son algunos de sus notables escritos:
- Recherches expérimentales et pathologiques sur les propriétés et les des fonctions faisceaux de la moelle épinière et des racines des nerfs rachidiens (1841) - Investigación experimental y patológica sobre las propiedades y funciones de la médula espinal y las raíces nerviosas espinales.
- Traité de l''Anatomie et Physiologie du Système nerveux de l'Homme et des Animaux vertébrés (1842) - Tratado sobre la anatomía y fisiología del sistema nervioso en los seres humanos y los animales vertebrados.
- Traite de physiologie (1850-) - Tratado de fisiología.